# Овчинникови (Орловський район)
Овчи́нникови (рос. Овчинниковы) — присілок у складі Орловського району Кіровської області, Росія. Входить до складу Орловського сільського поселення.
Населення становить 2 особи (2010, 6 у 2002).
Національний склад станом на 2002 рік — росіяни 83 %.